# 兰德里
兰德里（法語：Lindry，法語發音：[lɛ̃dʁi] ⓘ）是法国勃艮第-弗朗什-孔泰大区约讷省的一个市镇，属于欧塞尔区。

## 地理
兰德里（47°48'1"N, 3°25'9"E）面积15.23 平方千米，位于法国勃艮第-弗朗什-孔泰大區约讷省，该省份为法国中北部内陆省份，西接卢瓦雷省，西北接塞纳-马恩省，南至涅夫勒省，东临科多尔省，东北与奥布省接壤。
与兰德里接壤的市镇（或旧市镇、城区）包括：普兰、博瓦尔、沙尔比、舍瓦讷、埃格勒尼、托隆河畔普瓦伊、维勒法尔若。

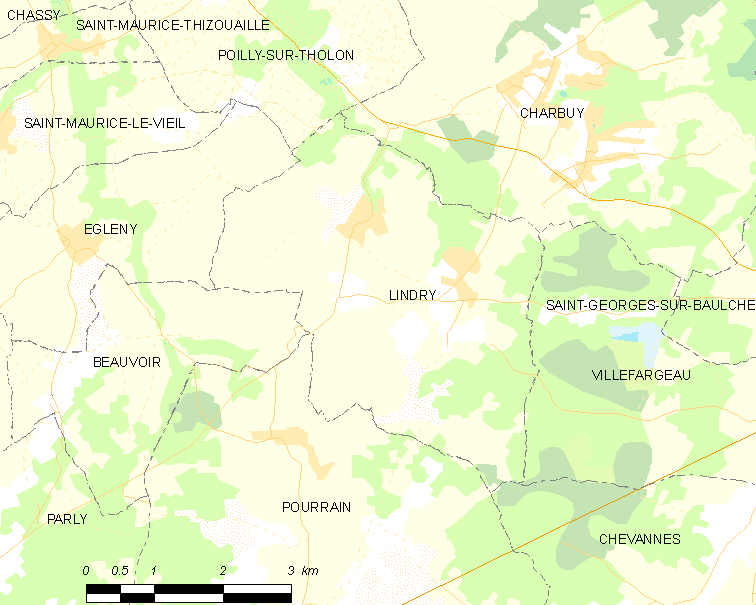
兰德里的OSM定位图

兰德里的时区为UTC+01:00、UTC+02:00（夏令时）。

## 行政
兰德里的邮政编码为89240，INSEE市镇编码为89228。

## 政治
兰德里所属的省级选区为欧塞尔第一县。

## 人口

1962-2008年间兰德里人口变化图示

兰德里于2022年1月1日时的人口数量为1334人。